# Ateez
Ateez (кореј. 에이티즈; транскр.  Ејтиз; стилизовано ATEEZ) јужнокорејска је мушка група коју је основао KQ Entertainment. Група се састоји од осам чланова: Хонг-џунг, Сонг-хва, Јун-хо, Јо-санг, Сан, Мин-ги, Ву-јанг и Џонг-хо. Дебитовали су 24. октобра 2018. године са мини албумом Treasure EP.1: All to Zero. Група је 2. новембра 2018. године наступила са песмом Pirate King на KBS2 Music Bank корејском музичком програму.

## Историја

### 2018: Пре дебитовања и Treasure EP.1: All to Zero
Пре њиховог дебија, Ateez су се звали KQ Fellaz по њиховој компанији KQ Entertainment. KQ Entertainment је објавио Јутјуб серијал под називом KQ Fellaz American Training где су они отпутовали у Лос Анђелес у Калифорнију да тренирају. Током ове емисије, KQ Entertainment је представио деветог члана групе Ли Џун-јанга. Они су заједно компоновали и осмислили кореографију песме коју је продуцирао Хонг-џунг и тренирали су у студију за плес Movement Lifestyle и Millennium Dance Complex. Јунхо се такође јавља у неким од видеа студија Millenium где плеше уз кореографију. Група је издала свој први перформанс видео 18. маја. Тада је и изјављено да Ли Џун-јанг неће дебитовати са њима. Као финале Јутјуб серијала, KQ Fellaz је објавио песму „From” 3. јула 2018. године.
Поред Јутјуб серијала, KQ Entertainment је изјавио да ће изаћи и ријалити шоу KQ Fellaz екипе 26. јуна 2018. године првим од три трејлера. Други трејлер изашао је 3. јула где су представили званично име групе: Ateez. Ријалити шоу је касније назван Code Name is Ateez. Трећи трејлер објављен је 13. јула.
Ateez је 2. октобра 2018. године објавио слике којима је најавио свој дан дебитовања. Кансије, 24. октобра 2018. године, Ateez су објавили свој први мини албум, Treasure EP.1: All To Zero. Поред тога, објављени су и спотови за песме „Pirate King” и „Treasure”. Албум је достигао 7. место на јужнокорејској листи најпродаванијих албума Gaon Albums Chart.

### 2019: Treasure EP.2, Treasure EP.3, Treasure EP.Fin
Ateez су 3. јануара озјавили да ће изаћи нови мини албум Treasure EP.2: Zero to One. Касније, 15. јануара су га и објавили заједно са спотом за песму „Say My Name”. Перформанс видео њихове песме Hala Hala (Hears Awakenеd, Live Alive) је објављен 7. фебруара. Пре тога, 24. јануара, изјавили су да ће бити прве турнеје, названа The Expedition Tour.
Нешто касније, 9. маја, изашао је спот за песму „Promise”.
Одмах следећег месеца, 10. јуна, објавили су свој трећи мини албум, Treasure EP.3: One to All. Главни сингл овог мини албума, „Wave”, су изабрали фанови. Истог дана су изашли спотови за песме „Wave” и „Illusion”. Касније, 8. јула, спот за песму „Aurora” је објављен. Ову песму је написао, компоновао и продуцирао вођа групе Хонг-џунг.
Убрзо после тога, 18. септембра, изјавили су објаву новог мини албума Treasure EP.Fin: All to Action. Уз албум је објављена и серија трејлера и слика. Два месеца касније, објављен је спот за јапанску деби песму „Utopia”.

### 2020: Treasure Epilogue
Године 2020, 6. јануара биће објављен њихов четврти мини албум, Treasure Epilogue: Action to Answer, последњи део Treasure серијала. 

## Чланови
- Ким Хонг-ђунг (кор. 김홍중), вођа, репер, композитор
- Парк Сонг-хва  (кор. 박성화), вокалиста
- Ђонг Јун-хо (кор. 정윤호), вокалиста, плесач
- Канг Јо-санг (кор. 강여상), вокалиста
- Ће Сан (кор. 최산), вокалиста
- Сонг Мин-ги (кор. 송민기), репер
- Ђонг Ву-јанг (кор. 정우영), вокалиста
- Ће Ђонг-хо (кор. 최종호), главни вокалиста